# Triangulació dinàmica causal
La Triangulació dinàmica causal (CDT, o Causal Dynamical Triangulation) és una teoria quàntica de la gravetat proposada per Renate Loll, Jan Ambjørn i Jerzy Jurkiewicz, i popularitzada per Fotini Markopoulou i Lee Smolin. Els seus resultats suggereixen que és un bon camí per modelar els instants inicials de l'univers i descriure la seva evolució posterior.

## Panorama general
La hipòtesi es basa a considerar triangles tetradimensionales d'espaitemps i introdueix una dinàmica mitjançant la qual es dicta com s'uneixen uns als altres. És similar a la reconstrucció d'una superfície a força de triangles o símplices. En aquest cas ni la forma ni la grandària d'aquests triangles són importants perquè es pren el límit quan el volum tendeix a zero. Cal entendre que els triangles no són ens físics, sinó una mera eina matemàtica. Els símplices són una generalització matemàtica dels triangles en diverses dimensions. Un simplex-3D és normalment anomenat tetraedre, i un simplex-4D, que constitueix el bloc de construcció bàsic d'aquesta hipòtesi, és coneguda com a pentácoron.
La causalitat i la presència d'una distinció entre passat i futur amb la seva fletxa del temps tenen un paper essencial en aquesta teoria. Al contrari que altres teories en les quals el temps no existeix sinó que és una propietat emergent, en aquest cas el temps és real. Segons Lee Smolin fins ara ha succeït que les teories recents més reeixides que pretenen descriure la gravetat quàntica prenen el temps d'aquesta manera i que per punt el temps no és una qualitat emergent, sinó que és real. El tractament que es fa d'aquesta teoria és l'habitual de la Física estadística, amb mètodes computacionals de mètodes computacionals de Muntanya Carlo.

## Èxits
Malgrat que aquesta teoria tampoc està acabada, a partir d'unes regles molt simples i bàsiques s'arriben a uns resultats sorprenents. Les seves solucions s'obtenen amb mètodes no perturbativos basats en la suma d'històries (un concepte quàntic que va introduir Richard Feynman fa dècades) sobre totes les possibles configuracions d'aquests símplices. No es fixa un fons o marco espaitemps, sinó que aquest es desprèn com a resultat. Entre les seves troballes està la predicció que partint d'un estat no físic sub-planckiano s'arriba a l'escala de Planck en la qual l'espaitemps té dimensió fractal, per finalment arribar a l'escala observable en la qual l'espaitemps té 4 dimensions. L'interessant d'aquesta teoria és que és universal, doncs l'espaitemps obtingut no depèn dels detalls en la forma de discretizar la formulació sub-planckiana.
Entre les solucions cosmològiques a les quals s'arriba està la d'un univers suau de tipus de Sitter, que és una de les solucions cosmològiques clàssiques que proporciona la Relativitat general. Noti's la gran diferència entre les 11 dimensions proposades per les teories de cordes i les menys de 4 predites per aquesta teoria a l'escala de Planck.